# Жарков, Сергей Викторович (хоккеист)
Сергей Викторович Жарков (род. 31 мая 1974) — российский хоккеист, вратарь.

## Биография
В сезоне 1991/92 играл в первой лиге за «Сокол» Новочебоксарск. В сезонах 1992/93 — 1994/95 выступал за «Динамо-2» Москва. 10 марта 1995 года провёл единственный матч за «Динамо» Москва. В сезоне 2000/01 играл во второй лиге за «Стандарт» (Менделеево).